# Велика награда Бразила 2021.
Велика награда Сао Паула 2021. (званично позната као енгл. Formula 1 Heineken Grande Prêmio de São Paulo 2021) је била трка Формуле 1, одржана 14. новембра 2021. на стази Интерлагос у Сао Паулу, Бразил. Ова трка је била 19. рунда светског првенства Формуле 1 2021. Догађај је обележио 49. издање Велике награде и први пут је био познат као Велика награда Сао Паула, док су претходна издања била позната као Велика награда Бразила.

## Позадина
Трка је обележила свој деби у календару шампионата Формуле 1 под називом Велика награда Сао Паула, док су претходна издања била позната као Велика награда Бразила. У новембру 2020. потписан је уговор којим би Формула 1 наставила да се такмичи у Интерлагосу до 2025. године, иако под називом Велика награда Сао Паула. Управно тело, ФИА, укинула је полицијски час који ограничава рад преко ноћи након што су временски услови значили да је опрема касно стигла на место догађаја. Интерлагосу је ово 38. пут да је шампионат посетио. Трка је првобитно требало да се одржи на овај датум, али је прво померена за 7. новембар због одлагања Велике награде Аустралије, затим је поново померен на првобитни датум због смањења укупног броја трка у календару са 23 на 22.

### Возачки шампионат пре трке
Макс Верстапен предводио је светску шампионат возача са 312,5 бодова, 19 бодова испред другопласираног Луиса Хамилтона. Валтери Ботас је био трећи са 185 поена, превише иза Верстапена да би могао да освоји титулу, али 20 бодова испред Серхија Переза на четвртом месту, док је Ландо Норис пети са 150 поена. У светском поредку конструктора, Мерцедес је водио са 478,5 бодова, један бод испред другопласираног Ред бул рејсинга. Ферари је био трећи са 268,5 бодова испред Макларена са 255. Алпин и Алфа Таури су били пети и шести са по 106 бодова, а Алпин је био испред захваљујући победи коју нема Алфа Таурија.

### Учесници
Возачи и тимови су били исти као на листи за пријаву сезоне без додатних резервних возача за трку или тренинг.

### Избор гума
Једини добављач гума Пирели доделио је Ц2, Ц3 и Ц4 смеше гума које ће се користити у трци.

## Тренинзи
Током викенда одржана су два тренинга, од којих је сваки трајао један сат. Први је одржан 12. новембра у 12:30 по локалном времену (УТЦ-3), а други у 12:00 13. новембра.

## Квалификације
Квалификације су одржане у 16:00 12. новембра, са резултатима који одређују стартни ред за спринт квалификације.

### После квалификација
После квалификационе сесије, Хамилтон је упућен код судија због наводног техничког прекршаја. У извештају техничког делегата је наведено да је отвор код Хамилтоновог система за смањење отпора био већи од дозвољених 85 мм (3,3 инча). Склоп задњег крила Хамилтоновог болида је уклоњен и заплењен до истраге. Касније је дисквалификован из квалификација, приморавши га да почне са зачеља спринт квалификације.
Верстапен је упућен код судија због наводног кршења члана 2.5.1 Међународног спортског кодекса ФИА, након што се чинило да је додирнуо Хамилтонов болид током парк фермеа. Као резултат тога, Верстапен је добио казну од 50,000 евра.

### Квалификациона класификација
| Поз.   | Бр. | Возач             | Конструктор  | Квалификациона времена | Квалификациона времена | Квалификациона времена | СК позиција |
| Поз.   | Бр. | Возач             | Конструктор  | К1                     | К2                     | К3                     | СК позиција |
| ------ | --- | ----------------- | ------------ | ---------------------- | ---------------------- | ---------------------- | ----------- |
| 1      | 33  | Макс Верстапен    | Ред бул      | 1:09,329               | 1:08,499               | 1:08,372               | 1           |
| 2      | 77  | Валтери Ботас     | Мерцедес     | 1:09,040               | 1:08,426               | 1:08,469               | 2           |
| 3      | 11  | Серхио Перез      | Ред бул      | 1:09,172               | 1:08,973               | 1:08,483               | 3           |
| 4      | 10  | Пјер Гасли        | Алфа Таури   | 1:09,347               | 1:08,903               | 1:08,777               | 4           |
| 5      | 55  | Карлос Саинз      | Ферари       | 1:09,046               | 1:09,031               | 1:08,826               | 5           |
| 6      | 16  | Шарл Леклер       | Ферари       | 1:09,155               | 1:08,859               | 1:08,960               | 6           |
| 7      | 4   | Ландо Норис       | Макларен     | 1:09,365               | 1:09,030               | 1:08,980               | 7           |
| 8      | 3   | Данијел Рикијардо | Макларен     | 1:09,374               | 1:09,093               | 1:09,039               | 8           |
| 9      | 14  | Фернандо Алонсо   | Алпин        | 1:09,391               | 1:09,137               | 1:09,113               | 9           |
| 10     | 31  | Естебан Окон      | Алпин        | 1:09,430               | 1:09,189               | N/A                    | 10          |
| 11     | 5   | Себастијан Фетел  | Астон Мартин | 1:09,451               | 1:09,399               | N/A                    | 11          |
| 12     | 22  | Јуки Цунода       | Алфа Таури   | 1:09,350               | 1:09,483               | N/A                    | 12          |
| 13     | 7   | Кими Рејкенен     | Алфа Ромео   | 1:09,598               | 1:09,503               | N/A                    | 13          |
| 14     | 99  | Антонио Ђовинаци  | Алфа Ромео   | 1:09,342               | 1:10,227               | N/A                    | 14          |
| 15     | 18  | Ланс Строл        | Астон Мартин | 1:09,663               | N/A                    | N/A                    | 15          |
| 16     | 6   | Николас Латифи    | Вилијамс     | 1:09,897               | N/A                    | N/A                    | 16          |
| 17     | 63  | Џорџ Расел        | Вилијамс     | 1:09,953               | N/A                    | N/A                    | 17          |
| 18     | 47  | Мик Шумахер       | Хас          | 1:10,329               | N/A                    | N/A                    | 18          |
| 19     | 9   | Никита Мазепин    | Хас          | 1:10,589               | N/A                    | N/A                    | 19          |
| ДИС    | 44  | Луис Хамилтон     | Мерцедес     | 1:08,733               | 1:08,068               | 1:07,934               | 201         |
| Извор: |     |                   |              |                        |                        |                        |             |

Напомена
- ^1  – Луис Хамилтон се први квалификовао, али је дисквалификован јер је утврђено да његов ДРС није у складу са правилима. Дозвољено му је да се такмичи у квалификацијама за спринт по нахођењу судија.[19]

## Спринт квалификације
Спринт квалификације одржане су 13. новембра у 16:30 и трајале су 24 круга, са резултатима који одређују редослед стартовања трке.

### Спринт квалификација класификација
| Поз.                                                       | Бр. | Возач             | Конструктор  | Кругова | Време/Разлика | Место | Поени | Коначна позиција |
| ---------------------------------------------------------- | --- | ----------------- | ------------ | ------- | ------------- | ----- | ----- | ---------------- |
| 1                                                          | 77  | Валтери Ботас     | Мерцедес     | 24      | 29:09,559     | 2     | 3     | 1                |
| 2                                                          | 33  | Макс Верстапен    | Ред бул      | 24      | +1,170        | 1     | 2     | 2                |
| 3                                                          | 55  | Карлос Саинз      | Ферари       | 24      | +18,723       | 5     | 1     | 3                |
| 4                                                          | 11  | Серхио Перез      | Ред бул      | 24      | +19,787       | 3     |       | 4                |
| 5                                                          | 44  | Луис Хамилтон     | Мерцедес     | 24      | +20,872       | 20    |       | 101              |
| 6                                                          | 4   | Ландо Норис       | Макларен     | 24      | +22,558       | 7     |       | 5                |
| 7                                                          | 16  | Шарл Леклер       | Ферари       | 24      | +25,056       | 6     |       | 6                |
| 8                                                          | 10  | Пјер Гасли        | Алфа Таури   | 24      | +34,158       | 4     |       | 7                |
| 9                                                          | 31  | Естебан Окон      | Алпин        | 24      | +34,632       | 10    |       | 8                |
| 10                                                         | 5   | Себастијан Фетел  | Астон Мартин | 24      | +34,867       | 11    |       | 9                |
| 11                                                         | 3   | Данијел Рикијардо | Макларен     | 24      | +35,869       | 8     |       | 11               |
| 12                                                         | 14  | Фернандо Алонсо   | Алпин        | 24      | +36,578       | 9     |       | 12               |
| 13                                                         | 99  | Антонио Ђовинаци  | Алфа Ромео   | 24      | +41,880       | 14    |       | 13               |
| 14                                                         | 18  | Ланс Строл        | Астон Мартин | 24      | +44,037       | 15    |       | 14               |
| 15                                                         | 22  | Јуки Цунода       | Алфа Таури   | 24      | +46,150       | 12    |       | 15               |
| 16                                                         | 6   | Николас Латифи    | Вилијамс     | 24      | +46,760       | 16    |       | 16               |
| 17                                                         | 63  | Џорџ Расел        | Вилијамс     | 24      | +47,739       | 17    |       | 17               |
| 18                                                         | 7   | Кими Рејкенен     | Алфа Ромео   | 24      | +50,014       | 13    |       | ПЛ2              |
| 19                                                         | 47  | Мик Шумахер       | Хас          | 24      | +1:01,680     | 18    |       | 18               |
| 20                                                         | 9   | Никита Мазепин    | Хас          | 24      | +1:07,474     | 19    |       | 19               |
| Најбржи круг: Макс Верстапен (Ред бул) – 1:12,114 (круг 9) |     |                   |              |         |               |       |       |                  |
| Извор:                                                     |     |                   |              |         |               |       |       |                  |

Напомена
- ^1  – Луис Хамилтон добио је казну од пет места због прекорачења своје квоте мотора са унутрашњим сагоревањем (ICE).[22]
- ^2  – Кими Рејкенен се квалификовао као 18. али је морао да почне трку из пита због промене склопа задњег крила под условима парк фермеа.[23]

## Трка
Трку је победио Луис Хамилтон, испред Макса Верстапена и Валтерија Ботаса који су завршили на подијуму, а Серхио Перез је поставио најбржи круг.

### Тркачка класификација
| Поз.                                                      | Бр. | Возач             | Конструктор  | Кругова | Време/Разлика   | Место | Поени |
| --------------------------------------------------------- | --- | ----------------- | ------------ | ------- | --------------- | ----- | ----- |
| 1                                                         | 44  | Луис Хамилтон     | Мерцедес     | 71      | 1:32:22,851     | 10    | 25    |
| 2                                                         | 33  | Макс Верстапен    | Ред бул      | 71      | +10,496         | 2     | 18    |
| 3                                                         | 77  | Валтери Ботас     | Мерцедес     | 71      | +13,576         | 1     | 15    |
| 4                                                         | 11  | Серхио Перез      | Ред бул      | 71      | +39,940         | 4     | 131   |
| 5                                                         | 16  | Шарл Леклер       | Ферари       | 71      | +49,517         | 6     | 10    |
| 6                                                         | 55  | Карлос Саинз      | Ферари       | 71      | +51,820         | 3     | 8     |
| 7                                                         | 10  | Пјер Гасли        | Алфа Таури   | 70      | +1 круг         | 7     | 6     |
| 8                                                         | 31  | Естебан Окон      | Алпин        | 70      | +1 круг         | 8     | 4     |
| 9                                                         | 14  | Фернандо Алонсо   | Алпин        | 70      | +1 круг         | 12    | 2     |
| 10                                                        | 4   | Ландо Норис       | Макларен     | 70      | +1 круг         | 5     | 1     |
| 11                                                        | 5   | Себастијан Фетел  | Астон Мартин | 70      | +1 круг         | 9     |       |
| 12                                                        | 7   | Кими Рејкенен     | Алфа Ромео   | 70      | +1 круг         | ПЛ    |       |
| 13                                                        | 63  | Џорџ Расел        | Вилијамс     | 70      | +1 круг         | 17    |       |
| 14                                                        | 99  | Антонио Ђовинаци  | Алфа Ромео   | 70      | +1 круг         | 13    |       |
| 15                                                        | 22  | Јуки Цунода       | Алфа Таури   | 70      | +1 круг         | 15    |       |
| 16                                                        | 6   | Николас Латифи    | Вилијамс     | 70      | +1 круг         | 16    |       |
| 17                                                        | 9   | Никита Мазепин    | Хас          | 69      | +2 круг         | 19    |       |
| 18                                                        | 47  | Мик Шумахер       | Хас          | 69      | +2 круг         | 18    |       |
| Оду                                                       | 3   | Данијел Рикијардо | Макларен     | 49      | Нестанак снаге  | 11    |       |
| Оду                                                       | 18  | Ланс Строл        | Астон Мартин | 47      | Штета од судара | 14    |       |
| Најбржи круг: Серхио Перез (Ред бул) – 1:11,010 (круг 71) |     |                   |              |         |                 |       |       |
| Извор:                                                    |     |                   |              |         |                 |       |       |

Напомена
- ^1  – Укључује један бод за најбржи круг.

## Поредак шампионата после трке
|           | Поз. | Возач          | Поени |
| --------- | ---- | -------------- | ----- |
| Unchanged | 1    | Макс Верстапен | 332,5 |
| Unchanged | 2    | Луис Хамилтон  | 318,5 |
| Unchanged | 3    | Валтери Ботас  | 203   |
| Unchanged | 4    | Серхио Перез   | 178   |
| Unchanged | 5    | Ландо Норис    | 151   |

|           | Поз. | Конструктор | Поени |
| --------- | ---- | ----------- | ----- |
| Unchanged | 1    | Мерцедес    | 521.5 |
| Unchanged | 2    | Ред Бул     | 510.5 |
| Unchanged | 3    | Ферари      | 287.5 |
| Unchanged | 4    | Макларен    | 256   |
| Unchanged | 5    | Алпин       | 112   |

- Напомена: Укључено је само првих пет позиција за оба поретка.